# Eleições estaduais no Pará em 1986
As eleições estaduais no Pará em 1986 ocorreram em 15 de novembro como parte das eleições gerais no Distrito Federal, em 23 estados e nos territórios federais do Amapá e Roraima. Foram eleitos o governador Hélio Gueiros, o vice-governador Hermínio Calvinho, os senadores Almir Gabriel e Jarbas Passarinho, além de 17 deputados federais e 41 deputados estaduais.
Natural de Fortaleza, o advogado Hélio Gueiros é formado na Universidade Federal do Ceará em 1949 e trabalhou em O Liberal ao chegar em Belém numa época em que o jornal apoiava Magalhães Barata e foi pelo PSD que foi eleito deputado estadual em 1962. Preso por defender o Governo João Goulart após a vitória do Regime Militar de 1964, perdeu as eleições de 1965 como candidato a vice-governador na chapa de Zacarias de Assunção e com a imposição do bipartidarismo ingressou no MDB e foi eleito deputado federal em 1966. Cassado pelo Ato Institucional Número Cinco em 29 de abril de 1969, teve os direitos políticos suspensos durante dez anos. Foi também promotor de justiça em Santarém, notário na capital paraense e como jornalista chefiou o setor de comunicação da Superintendência do Plano de Valorização da Amazônia. De volta à política, foi eleito senador pelo PMDB em 1982 e foi eleitor de Tancredo Neves no Colégio Eleitoral em 1985 e foi eleito governador do Pará em 1986.
Com o governo do estado e a prefeitura de Belém nas mãos do PMDB o partido obteve mais uma vitória na disputa pelo Palácio Lauro Sodré mediante uma guinada política, pois se em 1982 a legenda obteve o apoio de dissidentes do PDS liderados por Alacid Nunes em desfavor do grupo de Jarbas Passarinho, agora o PMDB recebeu o apoio deste último enquanto o grupo alacidista migrou para o PFL apoiando a candidatura de João Menezes, um antigo peemedebista. A novidade da eleição, todavia, foi Carlos Levy, presidente do Sindicato dos Bancários, que trocou o PDT pelo PMB e ficou em segundo lugar no pleito.
Na eleição para senador venceram Almir Gabriel e Jarbas Passarinho. O primeiro nasceu em Belém, é médico formado em 1956 na Universidade Federal do Pará e foi nomeado prefeito de Belém pelo governador Jader Barbalho em agosto de 1983 quando já estava filiado ao PMDB e o segundo é um militar natural de Xapuri que graças aos seus vínculos com o Regime Militar de 1964 foi escolhido governador do Pará e foi três vezes ministro de estado. Eleito senador pela ARENA em 1966 e 1974 migrou para o PDS e embora tenha sido o candidato mais votado em 1982 foi derrotado graças à soma das sublegendas que deram vitória a Hélio Gueiros  e com a eleição deste último para o governo do Pará sua vaga foi destinada a João Menezes. Ressalte-se que as sublegendas ainda foram observadas no pleito em questão.

## Resultado das eleições para governador
Os dados a seguir foram obtidos junto ao banco de dados do Tribunal Regional Eleitoral do Pará cujos arquivos mencionam 1.090.889 votos nominais (71,34%), 358.289 votos em branco (23,43%) e 79.942 votos nulos (5,23%) calculados sobre o comparecimento de 1.529.120 eleitores.
| Candidatos a governador do estado | Candidatos a vice-governador      | Número | Coligação                                                   | Votação | Percentual |
| --------------------------------- | --------------------------------- | ------ | ----------------------------------------------------------- | ------- | ---------- |
| Hélio Gueiros PMDB                | Hermínio Calvinho PMDB            | 15     | Movimento Democrático Paraense (PMDB, PDS, PTB, PCB, PCdoB) | 707.536 | 64,86%     |
| Carlos Levy PMB                   | Francisca Edna de Melo Cabral PMB | 26     | PMB (sem coligação)                                         | 186.053 | 17,05%     |
| João Menezes PFL                  | Anders Trindade PFL               | 25     | PFL (sem coligação)                                         | 139.724 | 12,81%     |
| Mário Nazareno Souza PT           | José Dias Moreira PT              | 13     | PT (sem coligação)                                          | 57.576  | 5,28%      |
| Fontes:                           |                                   |        |                                                             |         |            |

## Resultado da eleição para senador
Com informações do Tribunal Regional Eleitoral do Pará, segundo o qual houve 1.657.307 votos válidos. Dada a profusão de candidatos a senador, o Movimento Democrático Paraense lançou mão das sublegendas.
| Candidatos a senador da República  | Candidatos a suplente de senador        | Número | Coligação                                                   | Votação | Percentual |
| ---------------------------------- | --------------------------------------- | ------ | ----------------------------------------------------------- | ------- | ---------- |
| Almir Gabriel PMDB 2               | Lucival Barbalho PMDB -                 | 152    | Movimento Democrático Paraense (PMDB, PDS, PTB, PCB, PCdoB) | 463.774 | 27,98%     |
| Jarbas Passarinho PDS 1            | -                                       | 111    | Movimento Democrático Paraense (PMDB, PDS, PTB, PCB, PCdoB) | 336.041 | 20,28%     |
| Alacid Nunes PFL                   | -                                       | 251    | PFL (sem coligação)                                         | 191.910 | 11,58%     |
| Vicente Queiroz PMDB 1             | Carlos Alberto Melchedes PMDB -         | 154    | Movimento Democrático Paraense (PMDB, PDS, PTB, PCB, PCdoB) | 177.124 | 10,69%     |
| Oziel Carneiro PDS 2               | -                                       | 114    | Movimento Democrático Paraense (PMDB, PDS, PTB, PCB, PCdoB) | 115.564 | 6,97%      |
| Avelino Ganzer PT                  | Virgílio Serrão Sacramento PT -         | 131    | PT (sem coligação)                                          | 73.115  | 4,41%      |
| Aldebaro Klautau Filho PDS 3       | -                                       | 113    | Movimento Democrático Paraense (PMDB, PDS, PTB, PCB, PCdoB) | 62.843  | 3,79%      |
| Hélio Vieira Dourado PMB           | Mariano de Jesus Farias Conceição PMB - | 261    | PMB (sem coligação)                                         | 60.195  | 3,63%      |
| Roberto Maria Cortez de Souza PT   | Maria Bibiana Rodrigues PT -            | 130    | PT (sem coligação)                                          | 58.007  | 3,50%      |
| Maria do Socorro de Souza Leão PMB | Bertoldo Adam Neto PMB -                | 266    | PMB (sem coligação)                                         | 54.988  | 3,32%      |
| Clóvis Ferro Costa PFL             | -                                       | 151    | PFL (sem coligação)                                         | 35.964  | 2,17%      |
| Aziz Mutran Neto PFL               | -                                       | 110    | PFL (sem coligação)                                         | 27.782  | 1,68%      |
| Fontes:                            |                                         |        |                                                             |         |            |

## Deputados federais eleitos
São relacionados os candidatos eleitos com informações complementares da Câmara dos Deputados.

Representação eleita
  PMDB: 13
  PDS: 2
  PFL: 2

| Deputados federais eleitos | Partido | Votação | Percentual | Cidade onde nasceu | Unidade federativa |
| Ademir Andrade             | PMDB    | 53.396  |            | Milagres           | Bahia              |
| Asdrubal Bentes            | PMDB    | 37.211  |            | Humaitá            | Amazonas           |
| Amilcar Moreira            | PMDB    | 35.191  |            | Cametá             | Pará               |
| Carlos Vinagre             | PMDB    | 34.791  |            | Belém              | Pará               |
| Domingos Juvenil           | PMDB    | 28.511  |            | Vigia              | Pará               |
| Gerson Peres               | PDS     | 28.179  |            | Cametá             | Pará               |
| Jorge Arbage               | PDS     | 27.145  |            | Belém              | Pará               |
| Manuel Ribeiro             | PMDB    | 26.897  |            | Belém              | Pará               |
| Fernando Velasco           | PMDB    | 26.410  |            | Belém              | Pará               |
| Paulo Roberto              | PMDB    | 24.786  |            | Santarém           | Pará               |
| Gabriel Guerreiro          | PMDB    | 24.469  |            | Oriximiná          | Pará               |
| Fausto Fernandes           | PMDB    | 24.442  |            | Caculé             | Bahia              |
| Eliel Rodrigues            | PMDB    | 23.294  |            | Belém              | Pará               |
| Aloysio Chaves             | PFL     | 22.746  |            | Viseu              | Pará               |
| Benedito Monteiro          | PMDB    | 20.552  |            | Alenquer           | Pará               |
| Dionísio Hage              | PFL     | 20.241  |            | Santarém           | Pará               |
| Arnaldo Moraes             | PMDB    | 19.235  |            | Alenquer           | Pará               |
| Fontes:                    |         |         |            |                    |                    |

## Deputados estaduais eleitos
Conforme o Tribunal Regional Eleitoral do Pará a coligação "Movimento Democrático Paraense" elegeu vinte e cinco deputados estaduais pelo PMDB, seis pelo PDS e uma pelo PTB perfazendo trinta e duas cadeiras. Dentre as vagas restantes cinco ficaram com o PFL, duas com o PT, uma com o PDT e uma com o PMB.

Representação eleita
  PMDB: 25
  PDS: 6
  PFL: 5
  PT: 2
  PDT: 1
  PTB: 1
  PMB: 1

| Deputados estaduais eleitos | Partido | Votação | Percentual | Cidade onde nasceu    | Unidade federativa |
| Carlos Kayath               | PMDB    | 21.406  |            | Belém                 | Pará               |
| Nicias Ribeiro              | PMDB    | 19.778  |            | Belém                 | Pará               |
| Maria de Nazaré Barbosa     | PMDB    | 18.556  |            | Salvador              | Bahia              |
| Alcides Corrêa              | PMDB    | 17.037  |            | Santarém              | Pará               |
| Mariuadir Santos            | PMDB    | 15.152  |            | Abaetetuba            | Pará               |
| Itamar Francês              | PMDB    | 14.536  |            | Ananindeua            | Pará               |
| Fernando Ribeiro            | PMDB    | 14.498  |            | Belém                 | Pará               |
| Óti Santos                  | PMDB    | 13.841  |            | Castanhal             | Pará               |
| Giovanni Queiroz            | PDT     | 13.792  |            | Campina Verde         | Minas Gerais       |
| Kzan Lourenço               | PDS     | 13.238  |            | Belém                 | Pará               |
| Luís Maria Soares           | PMDB    | 13.134  |            | Cachoeira do Arari    | Pará               |
| Haroldo Bezerra             | PMDB    | 12.797  |            | Marabá                | Pará               |
| Aldebaro Klautau            | PMDB    | 12.711  |            | Belém                 | Pará               |
| João de Deus Ferreira       | PMDB    | 12.474  |            | Abaetetuba            | Pará               |
| José Diogo                  | PDS     | 11.836  |            | Belém                 | Pará               |
| Manoel Franco               | PMDB    | 11.725  |            | Marituba              | Pará               |
| Wandenkolk Gonçalves        | PMDB    | 11.636  |            | Itupiranga            | Pará               |
| Mário Chermont              | PMDB    | 11.330  |            | Rio de Janeiro        | Rio de Janeiro     |
| José Francisco Nascimento   | PMDB    | 10.961  |            | Redenção              | Pará               |
| Carlos Cavalcante           | PMDB    | 10.057  |            | Castanhal             | Pará               |
| Hamilton Guedes             | PMDB    | 9.812   |            | Belém                 | Pará               |
| Paulo Dutra                 | PMDB    | 9.766   |            | Dom Eliseu            | Pará               |
| Nuno Miranda                | PMDB    | 9.764   |            | Jacundá               | Pará               |
| Fernando Bahia              | PDS     | 9.717   |            | Acará                 | Pará               |
| Valdir Ganzer               | PT      | 9.643   |            | Iraí                  | Rio Grande do Sul  |
| Agenor Moreira              | PMDB    | 9.203   |            | Cametá                | Pará               |
| José Rufino de Sousa        | PTB     | 9.180   |            | Benevides             | Pará               |
| Nonato Vasconcelos          | PMDB    | 8.679   |            | Belém                 | Pará               |
| Nilçon Pinheiro             | PMDB    | 8.569   |            | Alenquer              | Pará               |
| Themístocles Nascimento     | PMDB    | 8.511   |            | Itupiranga            | Pará               |
| João Carlos Batista         | PMDB    | 8.309   |            | Votuporanga           | São Paulo          |
| Guaracy Silveira            | PFL     | 8.084   |            | Belém                 | Pará               |
| Emílio Ramos                | PFL     | 7.813   |            | Rurópolis             | Pará               |
| Nilton Peres                | PDS     | 7.674   |            | Cametá                | Pará               |
| Ronaldo Passarinho          | PDS     | 6.935   |            | Belém                 | Pará               |
| Edson Matoso                | PDS     | 6.606   |            | Capanema              | Pará               |
| Raimundo Santos             | PFL     | 6.313   |            | Belém                 | Pará               |
| Edmilson Rodrigues          | PT      | 5.937   |            | Belém                 | Pará               |
| Célio Sampaio               | PFL     | 5.743   |            | Castanhal             | Pará               |
| Antônio Zacarias            | PFL     | 5.516   |            | São Francisco do Pará | Pará               |
| Agostinho Linhares          | PMB     | 4.284   |            | São Vicente Ferrer    | Maranhão           |
| Fontes:                     |         |         |            |                       |                    |